# Inbu-hedj (Gau)
Inbu-hedj war der Name des ersten unterägyptischen Gaues. Der Gau erstreckte sich etwas nördlich von Saujet el-Arjan bis südlich von Lischt auf der Westseite des Nils und wird in der Gauliste des Sesostris-Kiosks mit einer Länge von 42,5 Kilometern angegeben. Hauptort war die Stadt Memphis, von der aus, analog zu Theben in Oberägypten, die Oberverwaltung aller unterägyptischen Gaue geführt wurde. 
Die erste Erwähnung von Inbu-hedj als Gau findet sich bei Sahure und in der Weltenkammer des Niuserre-Heiligtums. Seit dem Neuen Reich wird der Gau vom Bürgermeister von Memphis geleitet und auch Teile des Ostufers wie etwa die Steinbrüche von Tura mit zugezählt.

## Literatur

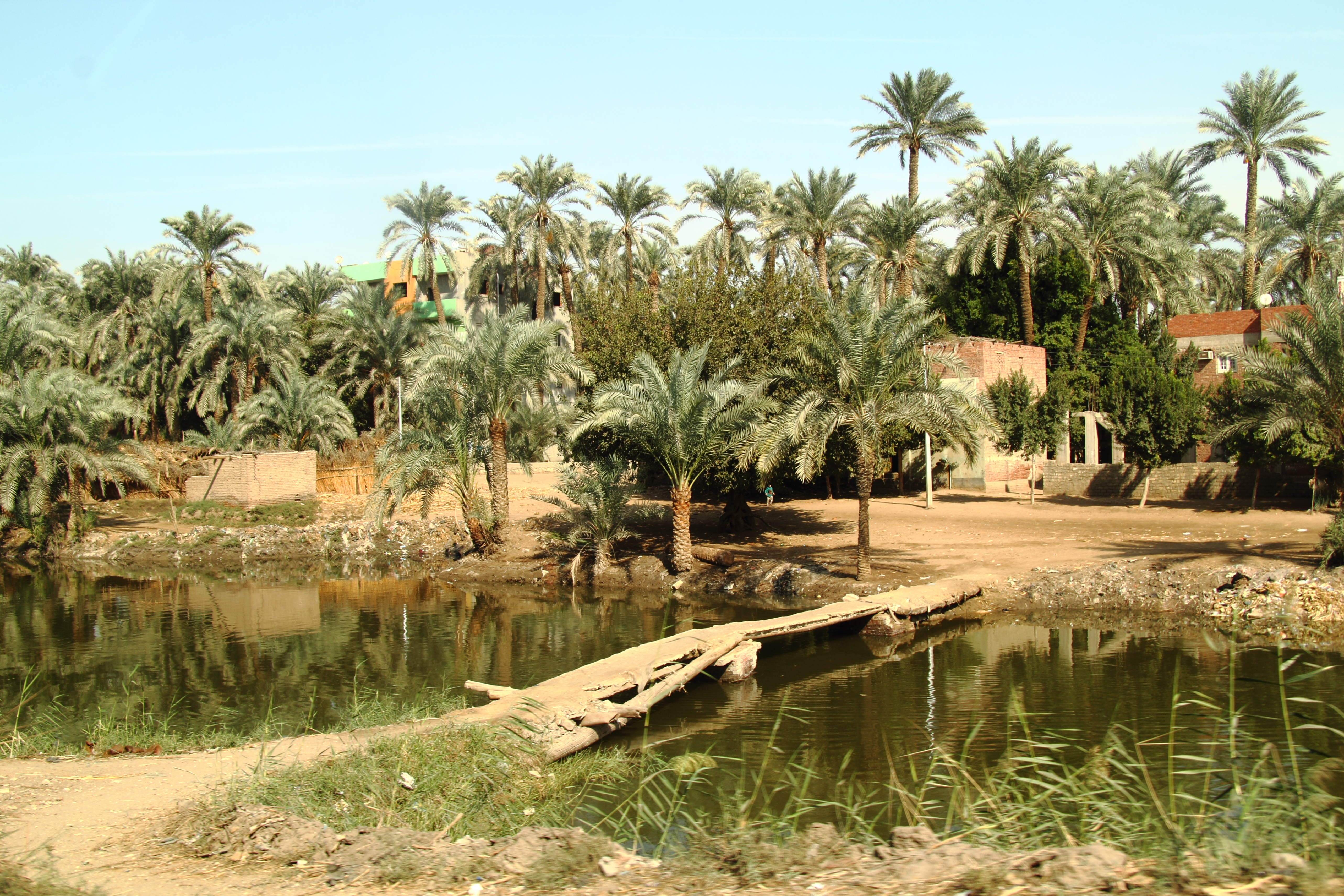
Ägyptisches Dorf auf dem westlichen Nilufer südlich von Giza im Raum Mit Rahina